# Vicente Risco
Vicente Martínez Risco y Agüero (Orense, 1 de octubre de 1884-Orense, 30 de abril de 1963) fue un escritor, político y ensayista español de ideología galleguista y tradicionalista, miembro de la generación Nós. Una de las figuras más importantes y complejas de la historia de la literatura gallega, su aportación a esta conformó las bases del nacionalismo gallego.

## Primeros años
Nació en Orense el 1 de octubre de 1884. Hijo de un funcionario de Hacienda, fue un niño de salud delicada, amigo desde la infancia de Ramón Otero Pedrayo; en 1899 acaba el bachillerato. Estudió Derecho por libre en la Universidad de Santiago de Compostela, se licenció en 1906 e ingresó en el cuerpo de funcionarios de Hacienda, con destino en Orense.

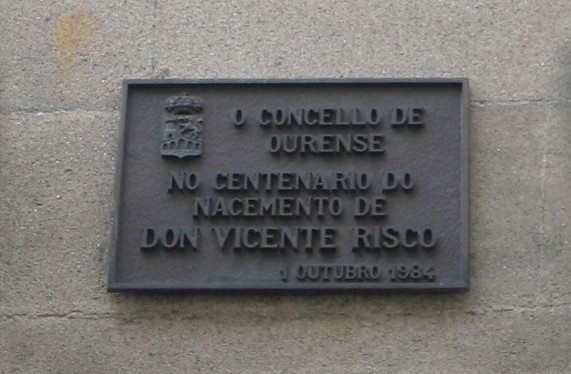
Placa conmemorativa colocada en la casa natal de Risco, en Orense.

En esos años participa en la tertulia que dirigía Marcelo Macías en la Comisión de Monumentos, en la que se juntaban intelectuales como Julio Alonso Cuevillas o Arturo Vázquez Núñez y que va influir en la vocación literaria de Risco. Las lecturas de los decadentistas franceses e ingleses lo ponen en contacto con el ocultismo y el orientalismo, estudiando el budismo e incluso afiliándose al teosofismo. Colaboró en la revista Sophia.
En 1910, Risco entra en la redacción del periódico local, El Miño, en el que escribe artículos filosóficos y de actualidad con los pseudónimos «Rujú Sahib» y «Polichinela» y literarios con su propio nombre. Admirador de Rabindranath Tagore lo da a conocer en los círculos orensanos. En febrero de 1912, Risco conoce a Castelao y plasma uno de sus discursos en El Miño, pero se mantendrá aún lejos del movimiento galleguista.
En 1913 se va a Madrid para estudiar Magisterio, allí será alumno de Ortega y Gasset, trata a Ramón Gómez de la Serna y Luis de Hoyos Sáinz y retorna al catolicismo. En 1916, terminados sus estudios, retorna a Orense como catedrático de historia de la Escuela Normal. En 1917 funda con Arturo Noguerol y Primitivo Rodríguez Sanjurjo la revista literaria La Centuria, que se convertirá en un antecedente, por la gente que colabora en ella, de la revista Nós.

## Descubrimiento del galleguismo

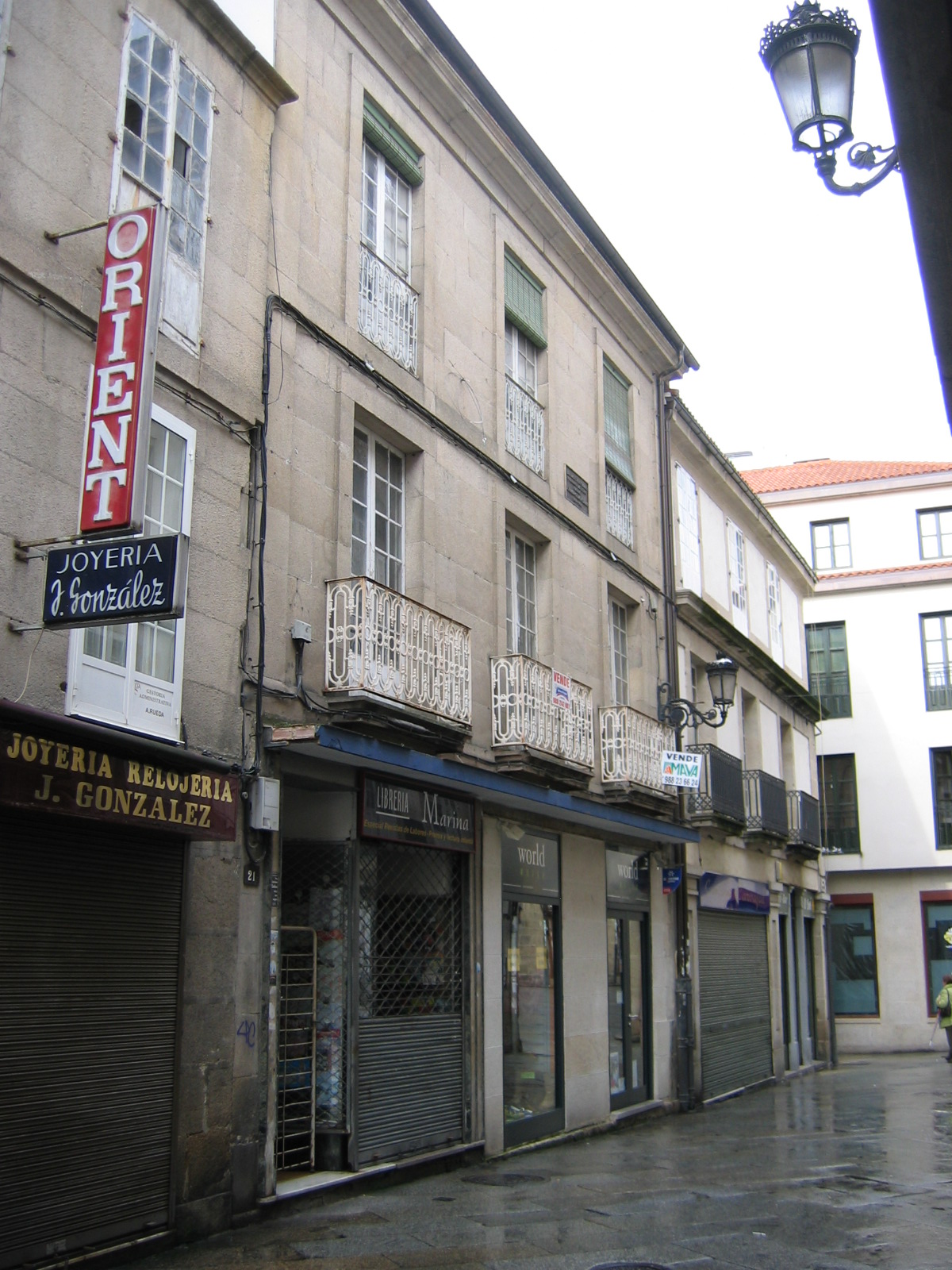
Casa natal en la calle de la Paz, Orense.

A finales de 1917, Vicente Risco entra en las Irmandades da Fala bajo la influencia de Antón Losada Diéguez. El 18 de diciembre de 1917 pronuncia su primer discurso en gallego, en un acto de apoyo a Francesc Cambó, en la campaña para las elecciones parlamentarias de 1918. Risco, con el grupo de Orense, participa en numerosos encuentros en Celanova, y, aunque no se logran buenos resultados, la experiencia le sirve a Risco como estímulo. En julio de 1918 sale el último de los siete números de La Centuria y Risco empieza a colaborar en A Nosa Terra. Risco se esforzará por darle un nuevo impulso a la literatura gallega con artículos sobre Arthur Rimbaud, Paul Verlaine, Apollinaire u Omar Khayyam. En poco tiempo, Risco se convierte en el ideólogo y líder del galleguismo, y ya en noviembre de 1918 tiene una actuación destacada en la I Asamblea Nacionalista.
En 1920, publica el libro Teoría do nacionalismo galego, considerado el texto fundacional del nacionalismo gallego. Ya en 1918 había publicado un artículo con el mismo nombre, donde se esbozaban las ideas que ahora recopila en el libro. Risco recoge el legado de Murguía (de quien publicará una biografía en 1933) y lo combina con el irracionalismo filosófico, el determinismo geográfico, el neotradicionalismo y la etnografía, definiendo una nación como un hecho natural basado en la tierra, la raza, la lengua, la organización social, la mentalidad y el sentimiento. Afirma la pertenencia de Galicia a la civilización atlántica y céltica. En 1920 aparece la revista Nós, heredera de La Centuria. Risco escribió más de cien colaboraciones para esta publicación hasta su cierre en julio de 1936, y desde ella se renovará la literatura gallega. Risco también dirige la sección de etnografía del Seminario de Estudos Galegos.
En 1922 contrae matrimonio con María Carme Fernández Gómez, procedente de la pequeña burguesía de Allariz. En 1923 tiene su primera hija, que morirá en 1926. En 1923 nace Antón Risco.
Risco era uno de los máximos representantes de la tendencia tradicionalista dentro del galleguismo.[cita requerida] En relación con la participación electoral, Risco la rechazaba para no "contaminar" al naciente nacionalismo, aludiendo también a la falta de garantías del sistema electoral de la Restauración, propugnando un enfoque culturalista en lugar de político. La tensión con los partidarios de la participación, dispuestos a aliarse con los republicanos, se mantuvo durante las primeras Asambleas Nacionalistas. En la II y la III (Santiago de Compostela, 1919; Vigo, 1921), Risco, secundado por Antonio Losada, consiguió imponer su postura. Sin embargo, la oposición de la Irmandade de La Coruña al abstencionismo provocó la escisión de los seguidores de Risco en la IV Asamblea Nacionalista de 1922, en Monforte de Lemos (a la que se unieron otras personalidades que, sin ser tradicionalistas, simpatizaban con Risco y su visión de la nación unida frente a sus enemigos, como Villar Ponte, Castelao o Quintanilla), que crearon la Irmandade Nazonalista Galega. Al margen quedaron la Irmandade coruñesa (que agrupaba a la mitad de los afiliados de las Irmandades) y algunas pequeñas agrupaciones de localidades próximas. La Irmandade Nazonalista instauró una estructura centralizada y presidencialista, bajo el liderazgo de Risco, con una disciplina interna próxima a la de un partido político al uso. Propugnaba un mayor radicalismo nacionalista, un abstencionismo activo y una voluntad de hegemonizar el movimiento agrarista.
Risco apoya en un primer momento la Dictadura de Primo de Rivera, la considera una oportunidad para desmontar el sistema caciquil y acepta un puesto de diputado provincial en Orense, pensando en una posible instauración de una mancomunidad como en Cataluña.
Tras la creación de la Irmandade Nazonalista Galega y la ruptura con la Irmandade da Fala de La Coruña y con A Nosa Terra Risco escribe para Rexurdimento, el órgano de la Irmandade Nazonalista, aunque al poco tiempo reanuda sus colaboraciones en A Nosa Terra, que tratarán sobre temas culturales, sólo en 1928 vuelve a escribir sobre temas políticos para pedir el regreso al sistema parlamentario.
En abril de 1930, marcha a Berlín para seguir un curso de etnografía en la Universidad de Berlín. Los cuatro meses que pasa en Alemania lo marcan ideológicamente hacia un pensamiento más conservador y católico, Risco describió su periplo europeo en unas crónicas para A Nosa Terra que posteriormente recogería en el libro Mitteleuropa (1934).

## Segunda República
En la VI Asamblea Nacionalista (La Coruña, 1930) Risco se mostró partidario de la conversión de las Irmandades da Fala en un partido político, y con vistas a las elecciones a las Cortes Constituyentes de 1931 fundó con Ramón Otero Pedrayo el Partido Nazonalista Republicano de Ourense (uno de los partidos que participaría en la creación del Partido Galeguista en diciembre de ese año). Otero Pedrayo obtuvo el acta de diputado, pero Risco, con 19 615 votos (1166 en la capital), quedó fuera de las Cortes, lo que sería el comienzo de la pérdida de influencia en el seno del galleguismo en favor de Otero Pedrayo y Castelao.
El 25 de octubre de 1931 encabezó un grupo de galleguistas que publicaron un manifiesto de afirmación católica, contra de lo que consideraban una persecución de la Iglesia católica por el régimen republicano.
A pesar de ser elegido en la I Asamblea del Partido Galeguista (PG) miembro de su Consejo Ejecutivo, estuvo en conflicto permanente con el partido debido a su falta de interés por la política activa, su escaso entusiasmo por la democracia, y a su rechazo de cualquier colaboración con la izquierda.
En 1933 publicó Nós, os inadaptados, donde mostró su concepción cíclica y espiritual de la historia.
En la III Asamblea del PG (octubre de 1935), Risco aceptó la colaboración puntual con la izquierda, para evitar el desmembramiento del PG. En enero de 1935 publicó un artículo en el Heraldo de Galicia, en el que hizo un llamamiento para reconquistar Galicia para Dios, y en un enfrentamiento abierto con los dirigentes de su partido no asistió a la IV Asamblea del PG de Monforte de Lemos, en la que se ratificaron los acuerdos con la izquierda. En la Asamblea Extraordinaria de Santiago de febrero de 1936 en el que el PG decidió sumarse al Frente Popular, Risco se unió al grupo de galleguistas de derecha y en mayo de 1935 creó la Derecha Galleguista de Pontevedra y salió del PG para dirigir la Dereita Galeguista.
El 13 de junio de 1936 cuando comenzó la campaña por el Estatuto de Autonomía de Galicia, Risco hizo campaña activa a favor del sí, pero a Risco no le gustaba la situación política que consideraba un peligro para la Iglesia católica y cuando se produjo la sublevación del ejército en julio de 1936, Risco calló a pesar del asesinato o encarcelamiento de muchos de sus amigos y compañeros galleguistas. El 30 de agosto de 1936 Risco participó como director de la Escuela Normal de Orense en la reposición solemne del crucifijo en la escuela organizado por las autoridades franquistas. Desde 1937 dirigió Misión, cofundado con Otero Pedrayo. Pero fue desde 1938 cuando comenzó a colaborar con La Región con artículos al servicio de los sublevados, consumándose lo que sus antiguos compañeros en el exilio consideraron una traición a los ideales galleguistas, simbolizada en la frase que Castelao dejó en Sempre en Galiza: "dicía Risco, cando Risco era alguén".

## Franquismo
En 1940 publica el trabajo etnográfico El fin del mundo en la tradición popular gallega y en 1944 el libro Historia de los judíos desde la destrucción del Templo. Reside durante un tiempo en Pamplona y colabora con El Pueblo Navarro, en 1945 se traslada a Madrid, donde colabora con El Español, Pueblo y La Estafeta Literaria y publica en 1947 Satanás. Biografía del Diablo. Regresa a Orense en 1948.
Gracias a los esfuerzos de sus amigos galleguistas Otero Pedrayo y Francisco Fernández del Riego, Risco vuelve a escribir en gallego en su estudio de etnografía para la Historia de Galiza dirigida por Otero Pedrayo, en la traducción de la novela de Camilo José Cela, La familia de Pascual Duarte, realizada en 1951 y en el relato Sursumcorda (1957).
Pero será el castellano la lengua que utiliza en el número 2 de Grial y en el resto de su producción literaria, entre la que destaca La puerta de paja, que fue finalista del Premio Nadal de 1952, y que publica en 1953 con gran éxito de crítica. Escribe también La tiara de Saitaphernes, Gamalandafa y La verídica historia del niño de dos cabezas de Promonta, que quedan inéditas por falta de editores interesados.
Risco se jubila en 1954, pero continúa publicando trabajos de etnografía en la prensa gallega. En 1961 publica Leria, recopilación de textos de antes de la guerra civil española.
En 1963 publica Mitología cristiana, que dedica a Manuel Fraga. Risco muere el 30 de abril de 1963 en su cama de Orense, unos días después de que el gobierno franquista le concediera la Medalla de Alfonso X.

## Ideología

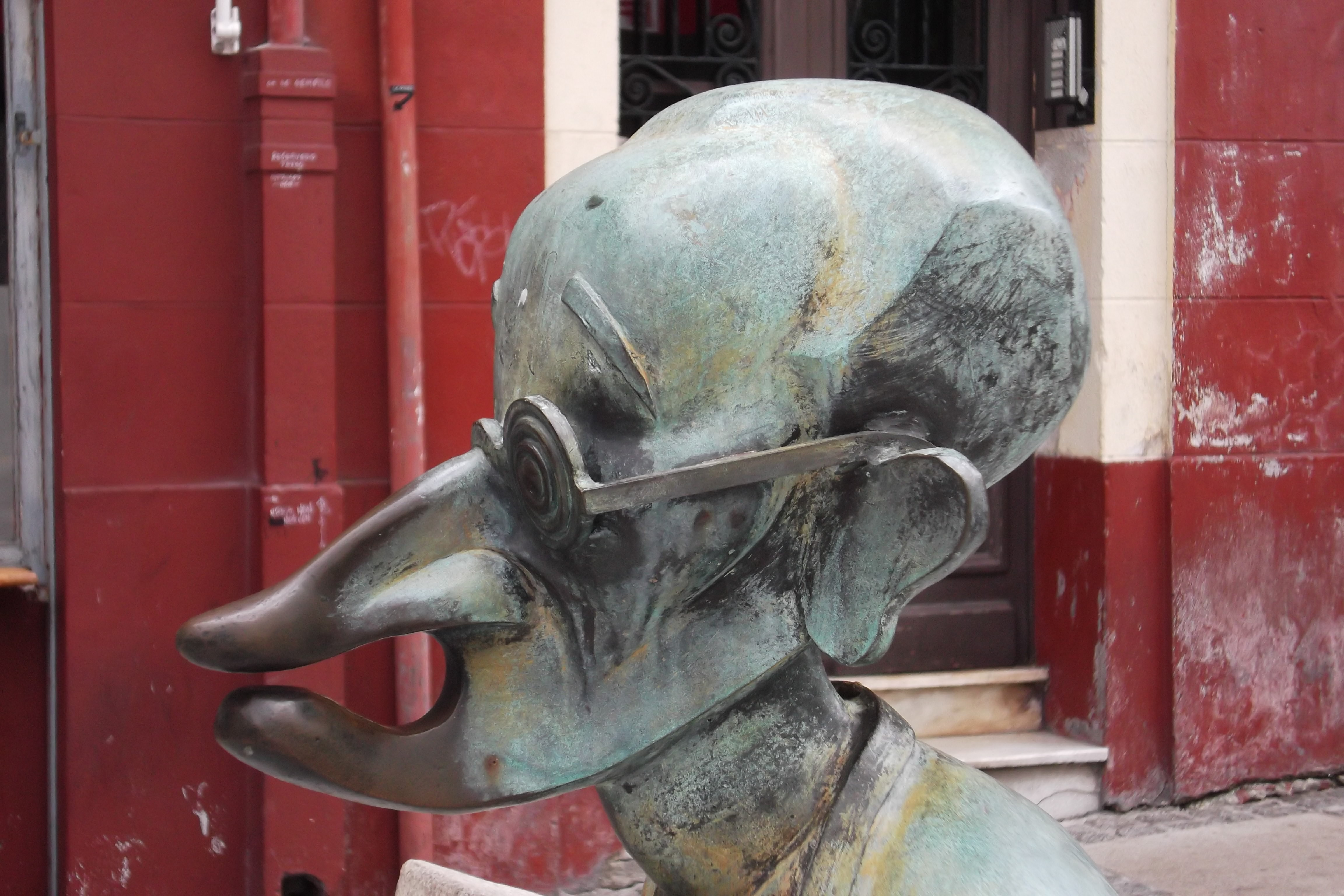
Risco en la plaza del Humor de La Coruña.

De convicciones católicas integristas, e influenciado por G. K. Chesterton, Mircea Eliade, Léon Bloy y René Guénon,el pensamiento político de Risco se basa en la crítica romántica a la modernidad, el cartesianismo,el Progreso,
a la Ilustración, a la Revolución francesa, al capitalismo y al maquinismo, consideradas como decadencia y abandono de las formas de vida más puras y legítimas, al tiempo que exalta la irracionalidad, el misticismo y la religiosidad popular, por eso mismo rechazará la literatura realista.

El europeo moderno, el filisteo, es un hombre degenerado en la domesticidad... Ha perdido la sensibilidad y la voluntad; es falso, hipócrita, cobarde; presenta todos los síntomas de una mala conciencia. Víctima del más poderoso e irresistible de los tiranos, se ha creado una psicología de siervo (...); su característica es la mezquindad, la pobreza de espíritu, el instinto gregario. Sólo así se puede soportar la disciplina de hierro que nos impone el Estado moderno. Sólo así pueden ser arrastrados tantos millones de hombres a una carnicería tan horrible, tan vergonzosa, como esa gran guerra del siglo XX, magnífica fiesta de sangre ofrecida al nuevo Dios, al monstruo superorgánico...

Risco también desprecia la civilización mediterránea y defiende el celtismo y atlanticismo, por lo que mirará a Portugal y en especial Irlanda por su catolicismo y por la lucha victoriosa contra el imperialismo inglés. Defendía la Edad Media, que en su opinión estaba llena de tópicos negativos creados por la Ilustración y la Revolución francesa.
Influenciado por La decadencia de Occidente de Oswald Spengler, rechazaba la visión progresista de la Historia y entendía que esta es cíclica y que la civilización occidental está en decadencia, en el Kali Yuga hindú.
Renegaba del Contrato social de Rousseau, afirmando que "representa la sustitución de los grupos humanos naturales (tribu, clan, familia) por agrupaciones artificiales o ciudades"
Manifestó desde joven ideas racistas, que con el paso del tiempo se conformaron como antisemitas, materializadas en su Historia de los judíos de 1944 (con diversas reediciones durante la España franquista y donde expone su ideario pronazi, adquirido durante un viaje por Alemania en 1932). Epígono del esencialismo de Manuel Murguía en cuanto al concepto de nación, vio a la península ibérica como divisible en dos a partir del río Duero: la zona norte sería aria y superior, y la sur, semita e inferior. Alabó al nazismo como «reacción vital de la nación alemana», y ensalzó la figura de Adolf Hitler. Con motivo del sexto aniversario de la toma del poder como canciller de Hitler, Risco le dedicaba estas palabras desde las páginas del diario orensano La Región:

La ventaja está en que Hitler mueve a Alemania en el sentido directo de la historia, con arreglo al ritmo de nuestra época, mientras que las naciones que pueden oponerse a la progresión de Alemania viven y se mueven con arreglo a una época definitivamente periclitada, porque era una época claramente anormal de la historia. Por eso, la subida de Hitler al Poder tiene una significación trascendental para el mundo, que todos debemos recordar en esta efemérides.
La Región, 31 de enero de 1939

La Galicia verdadera, para Risco, es la tradicional, la de los labriegos y marineros, y esa es la Galicia en la que se guarda la esencia de la raza, el sentimiento religioso de la Tierra.

## Obra literaria
La totalidad de la obra literaria de Vicente Risco va a ser un trasunto de su pensamiento filosófico y político. Su primer texto literario es el relato breve Do caso que lle aconteceu ó Dr. Alveiros, centrado en el tema del esoterismo y la magia.
Las siguientes obras de Risco van estar basadas en leyendas y tradiciones populares, O lobo da xente (1923) y A trabe de ouro e a trabe de alquitrán (1925). De 1926 es el cuadro dramático, A Coutada centrado en el sentimiento de la tierra y del regreso a los orígenes, a los antepasados. En 1927 publicó en Nós algunos capítulos de una novela que no terminaría, Os europeos en Abrantes, una sátira contra algunos conocidos de la intelectualidad de Orense.
Su única novela en lengua gallega, O porco de pé, muestra su concepción espiritual de la historia, contraria al materialismo y al mundo moderno. Tras la Guerra Civil publicaría algunas obras en castellano, entre las que destaca la novela La puerta de paja.
De 1928 es la obra de teatro O bufón de El-Rei.

## Obra
- Do caso que lle aconteceu ó Dr. Alveiros, 1919. Es una narración humorística en la cual se refleja su afición por el ocultismo. En ella, el protagonista, que tiene grandes conocimientos esotéricos, entra en contacto con el mundo de los muertos y libera a la momia de Tutankamón.
- A velliña vella,1925.
- A trabe de ouro e a trabe de alquitrán, 1925.
- O lobo da xente, 1925.
- A coutada, 1926.
- O Porco de Pé, 1928.
- O bufón do Rei, 1928.
- Nós, os inadaptados, 1933.
- Mitteleuropa, 1934.
- Leria, 1961.
- Teoría do nacionalismo galego 1920.
- Os europeos en Abrantes 1927. Obra inacabada que satiriza personas y costumbres típicos de Orense.

En cuanto a ensayos destaca, Nós, os inadapatados, donde se representa el galleguismo del grupo Nós y, también Mittleuropa, recopilación de las vivencias de Risco en Centroeuropa durante el auge del nazismo, en 1930.

### Ensayo en castellano
- Elementos de metodología de la Historia. Nós. La Coruña, 1928.
- O problema político de Galiza (El problema político de Galicia). Ciap. Madrid, 1930. Traducción ao galego de Isaac Alonso Estraviz (SEPT, 1976).
- Psicología del librepensador. Ourense, 1937.
- Historia de los judíos. Barcelona, 1944.[17]
- Satanás, historia del diablo. Libros y Revistas. Madrid, 1947.
- La Historia de Oriente contada con sencillez. Escelicer. Cádiz, 1955.
- Libro de las "Horas". Tanco. Ourense, 1961 (artigos publicados no xornal La Región).
- Mitología cristiana. Editora Nacional. Madrid, 1963.
- Orden y caos. Exégesis de los mitos. Madrid, 1963.
- Las tinieblas de Occidente: Ensayo de una valoración de la civilización europea. Sotelo Blanco. Santiago, 1990.[21]